# Famille de Vignerot
La famille de Vignerot est une famille de la noblesse française d'ancienne extraction, originaire du Poitou qui s'est distingué par les fonctions politiques et militaires occupées par ses membres.
Elle a été illustrée par Armand-Emmanuel du Plessis de Richelieu, président du Conseil des ministres français et membre de la Chambre des Pairs (1769-1850), dernier porteur du nom en ligne masculine.
La famille de Vignerot s'éteint en 1822 pour les mâles et 1840 pour les femmes.

## Histoire
La famille de Vignerot est originaire de Bressuire, dans les Deux-Sèvres (Poitou).
Elle a été substituée aux nom, armes et titres à la famille du Plessis de Richelieu en 1657, après qu'Armand-Jean de Vignerot ait hérité des biens de son grand-oncle, le cardinal de Richelieu, et fut substitué à ses nom, armes et titres.
Elle a ensuite été elle-même substitué dans la famille Chapelle de Jumilhac.

## Personnalités

### Branche de Vignerot de Pontcourlay
- René de Vignerot de Pontcourlay (1561-1624), capitaine de la garde du roi
- Marie-Madeleine de Vignerot de Pontcourlay (1604-1675), 2e duchesse d'Aiguillon, salonnière
- François de Vignerot de Pontcourlay (1609-1646), général des galères

### Branche de Vignerot du Plessis de Richelieu (duc de Richelieu et de Fronsac)
- Armand-Jean de Vignerot du Plessis (1629-1715), général des galères
- Emmanuel-Joseph de Vignerot du Plessis (1639-1665), abbé
- Louis-François-Armand de Vignerot du Plessis de Richelieu (1696-1788), duc de Richelieu, maréchal de France
- Louis-Antoine-Sophie de Vignerot du Plessis (1736-1791), duc de Richelieu, lieutenant-général des armées du roi
- Armand-Emmanuel de Vignerot du Plessis (1766-1822), président du Conseil des ministres

### Branche de Vignerot du Plessis de Richelieu (duc d'Aiguillon)
- Jean-Baptiste Amador de Vignerot du Plessis (1632-1662), lieutenant-général des armées du roi
- Armand-Louis de Vignerot du Plessis d'Aiguillon (1683-1750), duc d'Aiguillon, maitre de camp de cavalerie
- Emmanuel-Armand de Vignerot du Plessis (1720-1788), duc d'Aiguillon, secrétaire d'état aux affaires étrangères sous Louis XV
- Armand-Désiré de Vignerot du Plessis (1761-1800), duc d'Aiguillon, général de brigade

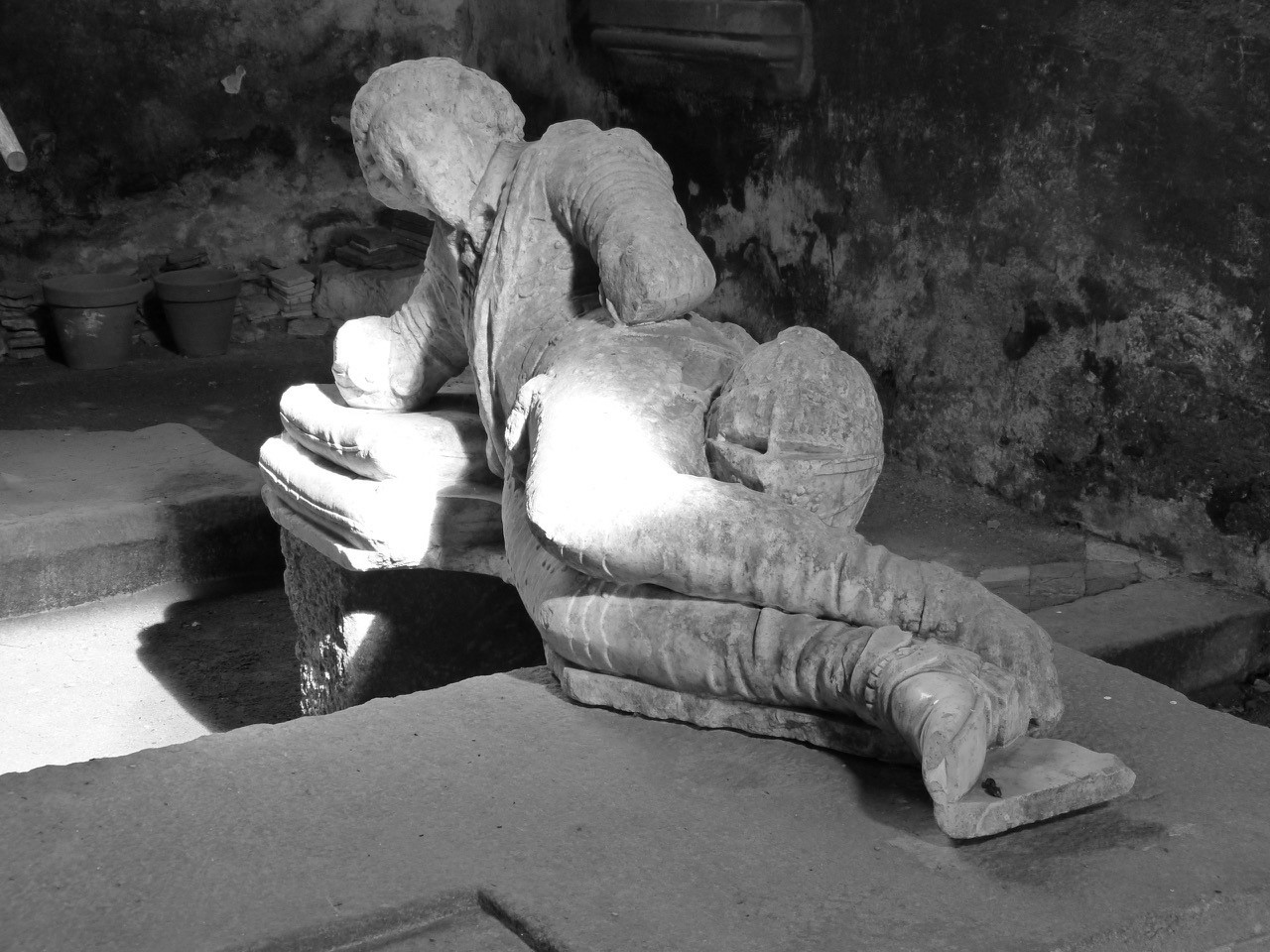
René de Vignerot de Pontcourlay
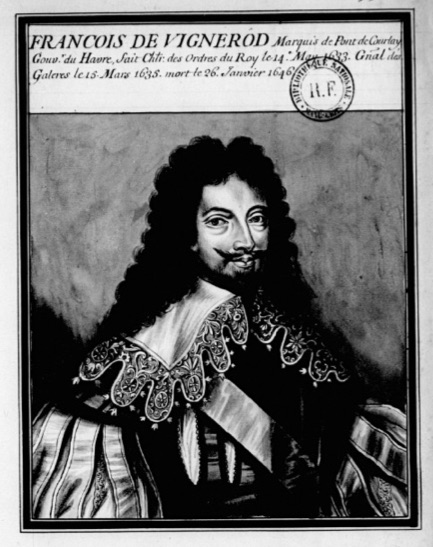
François de Vignerot de Pontcourlay
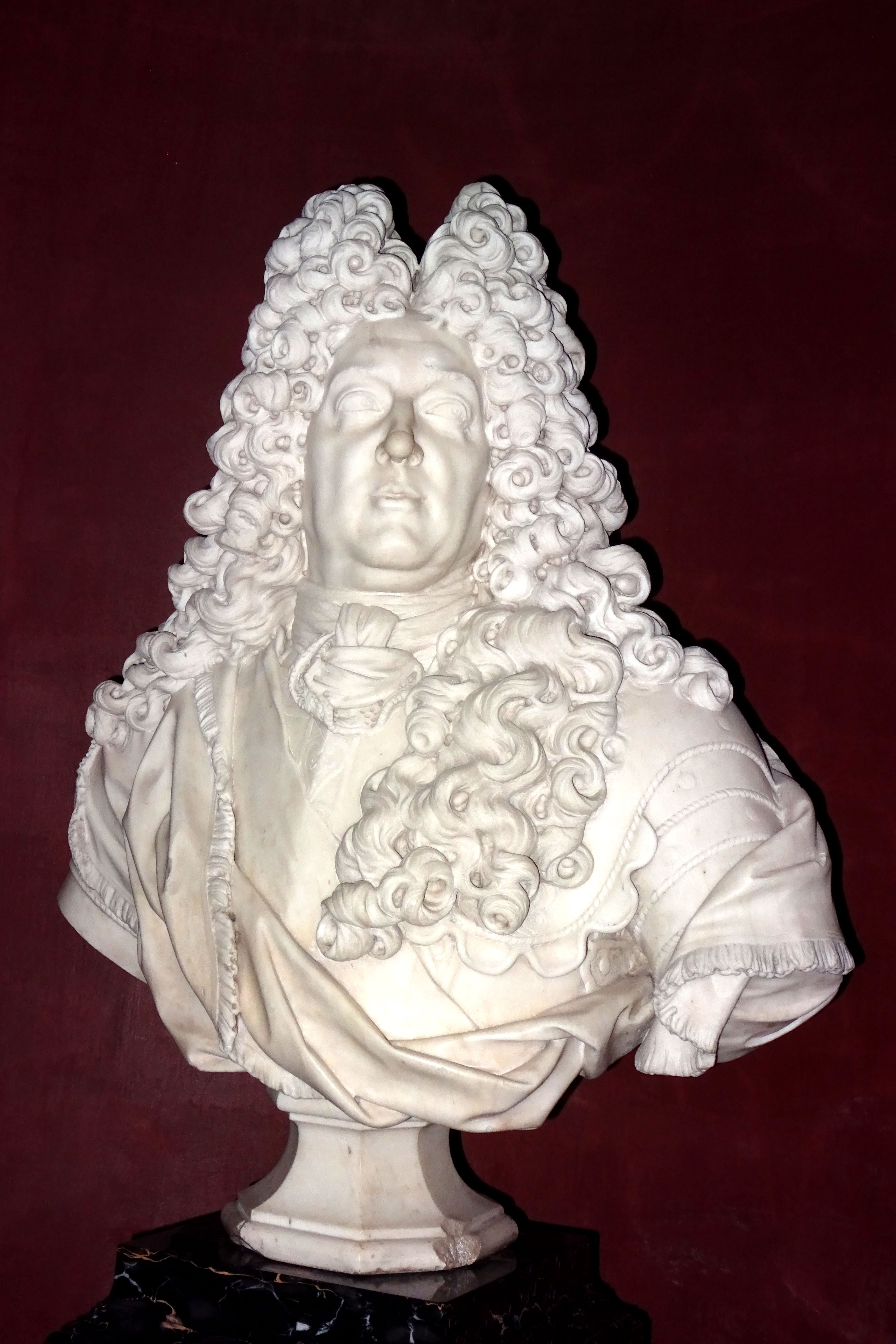
Armand-Jean de Vignerot du Plessis
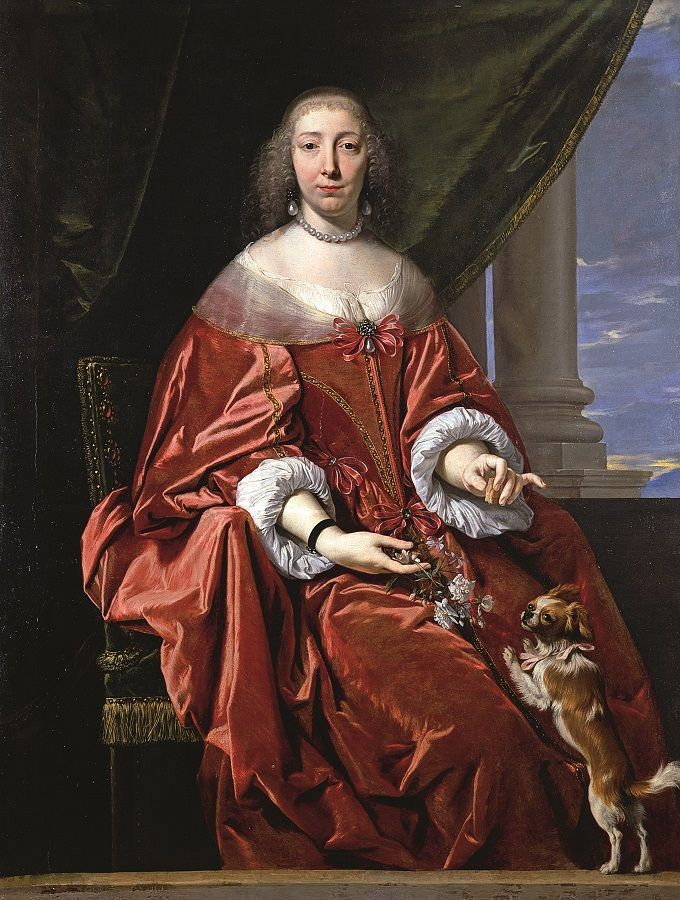
Marie Madeleine de Vignerot

## Titres et armes

### Titres
- Prince de Mortagne
- Duc-pair de Richelieu (9 décembre 1817)[2]
- Duc de Richelieu (lettres patentes du 16 novembre 1629 confirmée le 15 janvier 1657)
- Duc de Fronsac (lettres patentes de 1634)
- Duc d'Aiguillon (1638)
- Duc d'Agenois (titre de courtoisie)
- Marquis de Richelieu et de Pont-Courlay
- Comte d'Agenois et de Cosnac (titre de courtoisie)
- Vicomte du Faou
- Baron de Barbezieux, de Coze, du Pont et de Saugeon
- Seigneur de Glénay, de Pontcourlay, de Villeneuve...

### Armoiries
« Écartelé: aux 1 et 4, d'or, à trois hures de sanglier de sable ; aux 2 et 3, d'argent, à trois chevrons de gueules. »

## Généalogie

### Généalogie de la famille de Vignerot
- Jean Vignerot X Huguette de La Roche
  - Jean Vignerot, sgr de Villeneuve X Jeanne Le Taut
    - Jean Vignerot, sgr de Villeneuve X Françoise des Prés
      - François de Vignerot, sgr de Pontcourlay X (1560) Renée de La Forest puis marié à Renée Goulard
        - René de Vignerot de Pontcourlay, sgr de Pontcourlay et de Glénay (1561-1624) X (1603) Françoise du Plessis de Richelieu (1580-1615)
          - Marie-Madeleine de Vignerot de Pontcourlay, 2e duchesse d'Aiguillon (1604-1675) X (1620) Antoine de Beauvoir du Roure de Grimoard, marquis de Combalet (1570-1622)
          - François de Vignerot de Pontcourlay, marquis de Pontcourlay (1609-1646) X (1626) Marie-Françoise de Guémadeuc (1611-1674)
            - Marie-Thérèse de Vignerot de Pontcourlay, duchesse d'Aiguillon (1636-1704)
            - Branche aînée de Vignerot du Plessis de Richelieu

### Branche aînée de Vignerot du Plessis de Richelieu
- François de Vignerot de Pontcourlay, marquis de Pontcourlay (1609-1646)
  - Armand-Jean de Vignerot du Plessis de Richelieu, héritier du cardinal-duc de Richelieu, duc de Richelieu et de Fronsac (1629-1715) X (1649) Anne Poussard de Fors (1623-1685), puis marié à Anne-Marguerite d'Acigné (?-1698) en 1684 (dont descendance), puis marié à Marguerite-Thérèse Rouillé de Meslay en (1661-1729) en 1702
    - Armande de Vignerot du Plessis de Richelieu (1685-1754) X (1714) François Bernardin du Châtelet, comte de Clémont (1689-1754)
    - Élisabeth de Vignerot du Plessis de Richelieu (1686-1744)
    - Marie-Gabrielle de Vignerot du Plessis de Richelieu (1689-1770)
    - Louis de Vignerot du Plessis de Richelieu, duc de Richelieu et de Fronsac (1696-1788) X (1711) Anne-Catherine de Noailles (1694-1716), puis marié à Élisabeth-Sophie de Lorraine (1710-1740) en 1734 (dont descendance), puis marié à Louise-Anne de Bourbon-Condé (1695-1758), puis marié à Jeanne de Lavaulx (1734-1815) en 1780
      - Louis-Antoine de Vignerot du Plessis de Richelieu, duc de Richelieu et de Fronsac (1736-1791) X (1764) Adélaïde de Hautefort (1746-1767) [dont un fils] X (1776) Marie-Antoinette de Galliffet (1756-1814) [dont deux filles]
        - Armand-Emmanuel de Vignerot du Plessis de Richelieu, duc de Richelieu et de Fronsac (1766-1822) X (1782) Alexandrine de Rochechouart (1768-1830)
        - Armande-Marie-Antoinette de Vignerot du Plessis de Richelieu (1777-1832) X Louis Hippolyte de Montcalm-Gozon (1775-1857)
        - Armande-Simplicie-Gabrielle de Vignerot du Plessis de Richelieu (1778-1840) X (1807) Antoine Chapelle de Jumilhac, marquis de Jumilhac (1764-1826)

      - Sophie de Vignerot du Plessis de Richelieu (1740-1769) ✕ Casimir Pignatelli d'Egmont

  - Marie-Thérèse de Vignerot de Pontcourlay, 2e duchesse d'Aiguillon (1636-1704)
  - Jean-Baptiste-Amador de Vignerot du Plessis de Richelieu (1632-1662) X (1652) Anne de Beauvais (1637-1663)
    - Louis-Armand Vignerot du Plessis de Richelieu, marquis de Richelieu (1654-1730) X Marie-Charlotte de La Porte de La Meilleraye (1662-1729)
      - Armand de Vignerot du Plessis de Richelieu, duc d'Aiguillon au rétablissement de la pairie en 1731 (1683-1750) X (1718) Anne de Crussol de Florensac (1700-1772)
        - Emmanuel de Vignerot du Plessis de Richelieu, duc d'Aiguillon (1720-1788) X (1740) Louise-Félicité de Bréhant (1726-1796)
          - Innocente de Vignerot du Plessis de Richelieu (1747-1776) X (1766) Joseph Guigues de Moreton de Chabrillan, marquis de Chabrillan (1744-1793)
          - Armand de Vignerot du Plessis de Richelieu, duc d'Aiguillon et d'Agenois (1761-1800) X (1785) Jeanne de Navailles (1770-1818)
            - Armand de Vignerot du Plessis de Richelieu, marquis de Richelieu (1788-1798)

    - Élisabeth de Vignerot du Plessis de Richelieu (1657-?) X (1696) Nicolas Quelain, sgr du Plessis

  - Emmanuel de Vignerot du Plessis de Richelieu (1639-1665)

## Alliances

### Branche de Vignerot de Pontcourlay
Cette famille s'est alliée aux familles : du Plessis de Richelieu (1603), de Beauvoir du Roure de Grimoard (1620), de Guémadeuc (1626), Goulard, de La Forest, de La Roche, Le Taut, des Prés...

### Branche de Vignerot du Plessis de Richelieu
Cette famille s'est alliée aux familles : David (1614), Poussard de Fors (1649), de Beauvais (1652), d'Acigné (1684), Quelain (1690), Rouillé (1702), de Noailles (1711), Bernardin du Châtelet (1714), de Crussol d'Uzès (1718), de Lorraine (1734), de Bréhant (1740), de Hautefort (1764), Guigues de Moreton de Chabrillan (1766), de Galliffet (1776), de Lavaulx (1780), de Rochechouart (1782), de Navailles (1785), Chapelle de Jumilhac (1807), de Bourbon-Condé, Clary, de La Porte de La Meilleraye, de Montcalm-Gozon, Pignatelli d'Egmont...